# Llista d'asteroides/103901–104000
| Nom         | Designació provisional | Data de descobriment | Lloc de descobriment | Descobridor/s |
| ----------- | ---------------------- | -------------------- | -------------------- | ------------- |
| 103901 -    | 2000 DP56              | 29 de febrer, 2000   | Socorro              | LINEAR        |
| 103902 -    | 2000 DR56              | 29 de febrer, 2000   | Socorro              | LINEAR        |
| 103903 -    | 2000 DX56              | 29 de febrer, 2000   | Socorro              | LINEAR        |
| 103904 -    | 2000 DG57              | 29 de febrer, 2000   | Socorro              | LINEAR        |
| 103905 -    | 2000 DA58              | 29 de febrer, 2000   | Socorro              | LINEAR        |
| 103906 -    | 2000 DJ58              | 29 de febrer, 2000   | Socorro              | LINEAR        |
| 103907 -    | 2000 DW58              | 29 de febrer, 2000   | Socorro              | LINEAR        |
| 103908 -    | 2000 DO59              | 29 de febrer, 2000   | Socorro              | LINEAR        |
| 103909 -    | 2000 DQ59              | 29 de febrer, 2000   | Socorro              | LINEAR        |
| 103910 -    | 2000 DS59              | 29 de febrer, 2000   | Socorro              | LINEAR        |
| 103911 -    | 2000 DW59              | 29 de febrer, 2000   | Socorro              | LINEAR        |
| 103912 -    | 2000 DA60              | 29 de febrer, 2000   | Socorro              | LINEAR        |
| 103913 -    | 2000 DN60              | 29 de febrer, 2000   | Socorro              | LINEAR        |
| 103914 -    | 2000 DR60              | 29 de febrer, 2000   | Socorro              | LINEAR        |
| 103915 -    | 2000 DZ60              | 29 de febrer, 2000   | Socorro              | LINEAR        |
| 103916 -    | 2000 DL61              | 29 de febrer, 2000   | Socorro              | LINEAR        |
| 103917 -    | 2000 DS61              | 29 de febrer, 2000   | Socorro              | LINEAR        |
| 103918 -    | 2000 DG62              | 29 de febrer, 2000   | Socorro              | LINEAR        |
| 103919 -    | 2000 DJ62              | 29 de febrer, 2000   | Socorro              | LINEAR        |
| 103920 -    | 2000 DM62              | 29 de febrer, 2000   | Socorro              | LINEAR        |
| 103921 -    | 2000 DN62              | 29 de febrer, 2000   | Socorro              | LINEAR        |
| 103922 -    | 2000 DO62              | 29 de febrer, 2000   | Socorro              | LINEAR        |
| 103923 -    | 2000 DP62              | 29 de febrer, 2000   | Socorro              | LINEAR        |
| 103924 -    | 2000 DC63              | 29 de febrer, 2000   | Socorro              | LINEAR        |
| 103925 -    | 2000 DJ63              | 29 de febrer, 2000   | Socorro              | LINEAR        |
| 103926 -    | 2000 DR63              | 29 de febrer, 2000   | Socorro              | LINEAR        |
| 103927 -    | 2000 DA64              | 29 de febrer, 2000   | Socorro              | LINEAR        |
| 103928 -    | 2000 DL64              | 29 de febrer, 2000   | Socorro              | LINEAR        |
| 103929 -    | 2000 DU64              | 29 de febrer, 2000   | Socorro              | LINEAR        |
| 103930 -    | 2000 DG65              | 29 de febrer, 2000   | Socorro              | LINEAR        |
| 103931 -    | 2000 DN65              | 29 de febrer, 2000   | Socorro              | LINEAR        |
| 103932 -    | 2000 DS65              | 29 de febrer, 2000   | Socorro              | LINEAR        |
| 103933 -    | 2000 DY66              | 29 de febrer, 2000   | Socorro              | LINEAR        |
| 103934 -    | 2000 DK67              | 29 de febrer, 2000   | Socorro              | LINEAR        |
| 103935 -    | 2000 DS67              | 29 de febrer, 2000   | Socorro              | LINEAR        |
| 103936 -    | 2000 DV67              | 29 de febrer, 2000   | Socorro              | LINEAR        |
| 103937 -    | 2000 DR68              | 29 de febrer, 2000   | Socorro              | LINEAR        |
| 103938 -    | 2000 DU68              | 29 de febrer, 2000   | Socorro              | LINEAR        |
| 103939 -    | 2000 DJ69              | 29 de febrer, 2000   | Socorro              | LINEAR        |
| 103940 -    | 2000 DM69              | 29 de febrer, 2000   | Socorro              | LINEAR        |
| 103941 -    | 2000 DW69              | 29 de febrer, 2000   | Socorro              | LINEAR        |
| 103942 -    | 2000 DE70              | 29 de febrer, 2000   | Socorro              | LINEAR        |
| 103943 -    | 2000 DU70              | 29 de febrer, 2000   | Socorro              | LINEAR        |
| 103944 -    | 2000 DE71              | 29 de febrer, 2000   | Socorro              | LINEAR        |
| 103945 -    | 2000 DK71              | 29 de febrer, 2000   | Socorro              | LINEAR        |
| 103946 -    | 2000 DG72              | 29 de febrer, 2000   | Socorro              | LINEAR        |
| 103947 -    | 2000 DK72              | 29 de febrer, 2000   | Socorro              | LINEAR        |
| 103948 -    | 2000 DP72              | 29 de febrer, 2000   | Socorro              | LINEAR        |
| 103949 -    | 2000 DD73              | 29 de febrer, 2000   | Socorro              | LINEAR        |
| 103950 -    | 2000 DK73              | 29 de febrer, 2000   | Socorro              | LINEAR        |
| 103951 -    | 2000 DW73              | 29 de febrer, 2000   | Socorro              | LINEAR        |
| 103952 -    | 2000 DA74              | 29 de febrer, 2000   | Socorro              | LINEAR        |
| 103953 -    | 2000 DB74              | 29 de febrer, 2000   | Socorro              | LINEAR        |
| 103954 -    | 2000 DM74              | 29 de febrer, 2000   | Socorro              | LINEAR        |
| 103955 -    | 2000 DB75              | 29 de febrer, 2000   | Socorro              | LINEAR        |
| 103956 -    | 2000 DR75              | 29 de febrer, 2000   | Socorro              | LINEAR        |
| 103957 -    | 2000 DS75              | 29 de febrer, 2000   | Socorro              | LINEAR        |
| 103958 -    | 2000 DC76              | 29 de febrer, 2000   | Socorro              | LINEAR        |
| 103959 -    | 2000 DT76              | 29 de febrer, 2000   | Socorro              | LINEAR        |
| 103960 -    | 2000 DD77              | 29 de febrer, 2000   | Socorro              | LINEAR        |
| 103961 -    | 2000 DM77              | 29 de febrer, 2000   | Socorro              | LINEAR        |
| 103962 -    | 2000 DZ77              | 29 de febrer, 2000   | Socorro              | LINEAR        |
| 103963 -    | 2000 DT78              | 29 de febrer, 2000   | Socorro              | LINEAR        |
| 103964 -    | 2000 DV78              | 29 de febrer, 2000   | Socorro              | LINEAR        |
| 103965 -    | 2000 DW78              | 29 de febrer, 2000   | Socorro              | LINEAR        |
| 103966 Luni | 2000 DC79              | 28 de febrer, 2000   | Monte Agliale        | S. Donati     |
| 103967 -    | 2000 DP79              | 28 de febrer, 2000   | Socorro              | LINEAR        |
| 103968 -    | 2000 DX79              | 28 de febrer, 2000   | Socorro              | LINEAR        |
| 103969 -    | 2000 DB80              | 28 de febrer, 2000   | Socorro              | LINEAR        |
| 103970 -    | 2000 DK80              | 28 de febrer, 2000   | Socorro              | LINEAR        |
| 103971 -    | 2000 DW80              | 28 de febrer, 2000   | Socorro              | LINEAR        |
| 103972 -    | 2000 DD81              | 28 de febrer, 2000   | Socorro              | LINEAR        |
| 103973 -    | 2000 DL82              | 28 de febrer, 2000   | Socorro              | LINEAR        |
| 103974 -    | 2000 DF83              | 28 de febrer, 2000   | Socorro              | LINEAR        |
| 103975 -    | 2000 DO83              | 28 de febrer, 2000   | Socorro              | LINEAR        |
| 103976 -    | 2000 DR83              | 28 de febrer, 2000   | Socorro              | LINEAR        |
| 103977 -    | 2000 DS84              | 29 de febrer, 2000   | Socorro              | LINEAR        |
| 103978 -    | 2000 DZ84              | 29 de febrer, 2000   | Socorro              | LINEAR        |
| 103979 -    | 2000 DN85              | 29 de febrer, 2000   | Socorro              | LINEAR        |
| 103980 -    | 2000 DT85              | 29 de febrer, 2000   | Socorro              | LINEAR        |
| 103981 -    | 2000 DC86              | 29 de febrer, 2000   | Socorro              | LINEAR        |
| 103982 -    | 2000 DE86              | 29 de febrer, 2000   | Socorro              | LINEAR        |
| 103983 -    | 2000 DG86              | 29 de febrer, 2000   | Socorro              | LINEAR        |
| 103984 -    | 2000 DH86              | 29 de febrer, 2000   | Socorro              | LINEAR        |
| 103985 -    | 2000 DE89              | 26 de febrer, 2000   | Kitt Peak            | Spacewatch    |
| 103986 -    | 2000 DB90              | 27 de febrer, 2000   | Kitt Peak            | Spacewatch    |
| 103987 -    | 2000 DS92              | 28 de febrer, 2000   | Kitt Peak            | Spacewatch    |
| 103988 -    | 2000 DE93              | 28 de febrer, 2000   | Socorro              | LINEAR        |
| 103989 -    | 2000 DC94              | 28 de febrer, 2000   | Socorro              | LINEAR        |
| 103990 -    | 2000 DS94              | 28 de febrer, 2000   | Socorro              | LINEAR        |
| 103991 -    | 2000 DC95              | 28 de febrer, 2000   | Socorro              | LINEAR        |
| 103992 -    | 2000 DG95              | 28 de febrer, 2000   | Socorro              | LINEAR        |
| 103993 -    | 2000 DH95              | 28 de febrer, 2000   | Socorro              | LINEAR        |
| 103994 -    | 2000 DQ95              | 28 de febrer, 2000   | Socorro              | LINEAR        |
| 103995 -    | 2000 DX95              | 28 de febrer, 2000   | Socorro              | LINEAR        |
| 103996 -    | 2000 DX96              | 29 de febrer, 2000   | Socorro              | LINEAR        |
| 103997 -    | 2000 DV97              | 29 de febrer, 2000   | Socorro              | LINEAR        |
| 103998 -    | 2000 DE98              | 29 de febrer, 2000   | Socorro              | LINEAR        |
| 103999 -    | 2000 DB99              | 29 de febrer, 2000   | Socorro              | LINEAR        |
| 104000 -    | 2000 DM99              | 29 de febrer, 2000   | Socorro              | LINEAR        |